# قلامة (مذيخرة)

تعديل مصدري - تعديل

قلامة هي إحدى قرى عزلة مذيخرة بمديرية مذيخرة التابعة لمحافظة إب، بلغ تعداد سكانها 207 نسمة حسب تعداد اليمن لعام 2004.